# Seat Ibiza III
Der Seat Ibiza III ist die dritte Generation des Ibiza und wurde von Seat produziert. Er basiert wie der Polo 9N und der Škoda Fabia I auf der Plattform PQ24/A04 des Mutterunternehmens Volkswagen, ist jedoch ein klein wenig größer und eher auf Sportlichkeit ausgelegt. Der Fabia kam vor dem Polo 9N auf den Markt; seine Plattform wurde von Škoda als „Entwicklungsdienstleister“ für Volkswagen konstruiert. Der Ibiza ist ebenso wie der Polo als Drei- und Fünftürer erhältlich, der Škoda Fabia nur als Fünftürer. Das Design für den Seat Ibiza III (interne Bezeichnung „6L“) stammt aus der Hand von Walter Maria de Silva.
Der 2,0-Liter-Motor mit 85 kW (115 PS) war nicht in Deutschland erhältlich. Es gab ihn zum Beispiel in der Schweiz und den Niederlanden, jedoch wurde die Produktion Mitte 2004 eingestellt.

## Modellpflege
Im Juni 2006 erhielt der Ibiza ein leichtes Facelift, unter anderem zu erkennen am vorderen Stoßfänger mit getrennten Lufteinlässen und etwas dunkleren Rückleuchten.

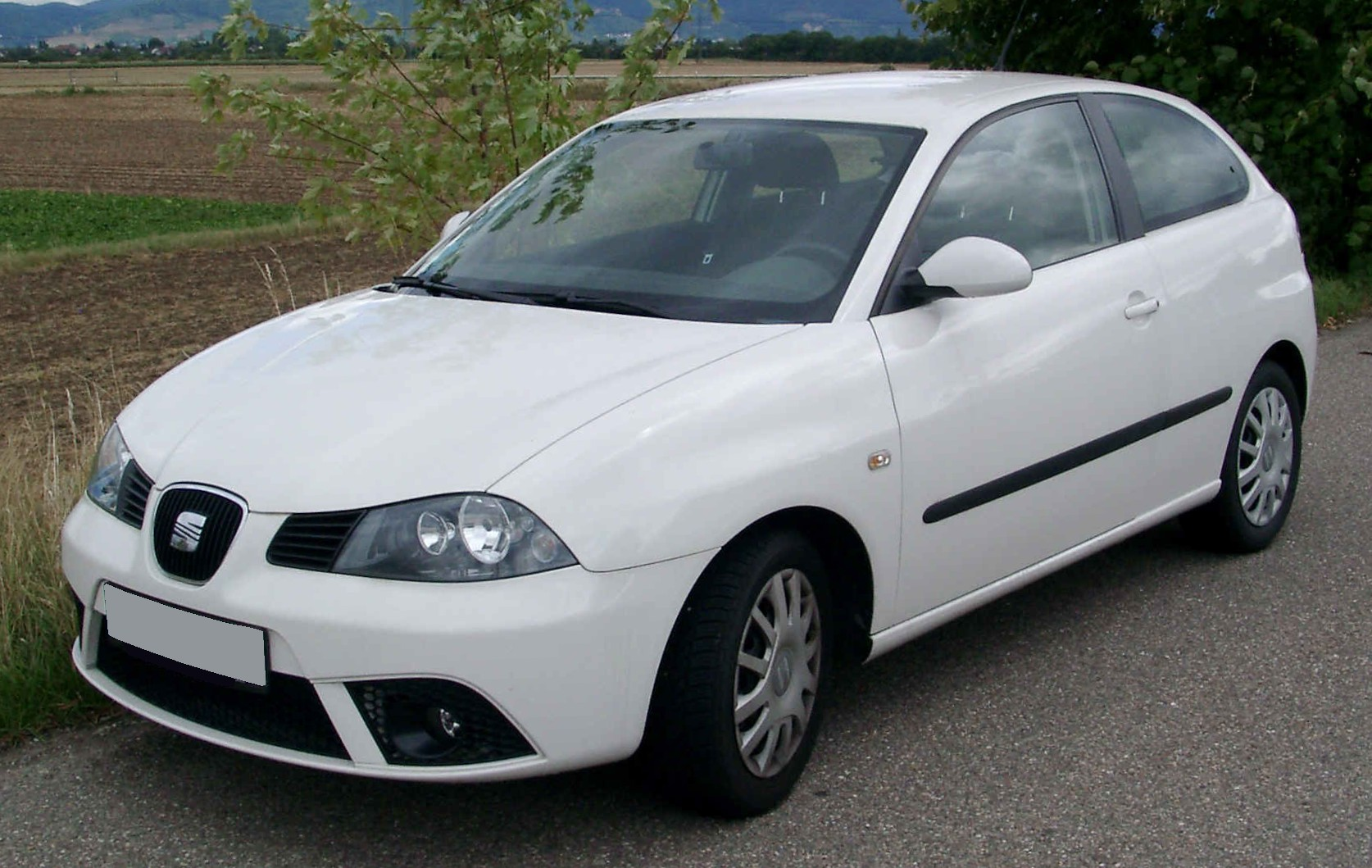
Seat Ibiza Dreitürer (2006–2008)
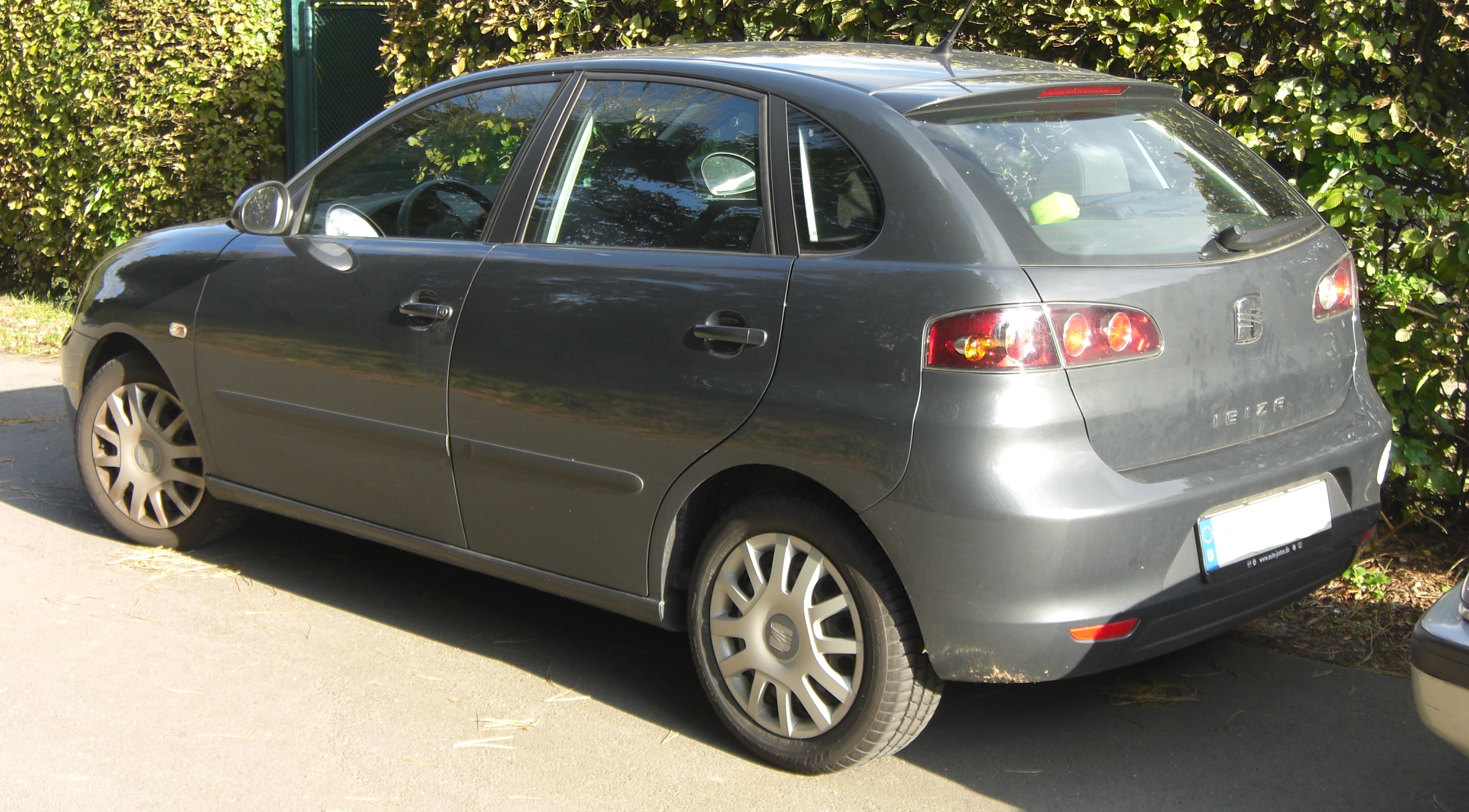
Seat Ibiza Fünftürer (2006–2008)

## FRundCupra
Der Ibiza FR (Formula Racing) als Nachfolger des anfangs erhältlichen Ibiza Sport verbindet sportliche Komponenten und stärkere Motorisierung mit Komfortfunktionen. Zusammen mit dem Modell Stylance bietet der FR die meisten Sonderausstattungen für den Ibiza.
Cupra steht für Cup Racing und bezeichnet, seit der Typ in der zweiten (6K) Generation des Seat Ibiza eingeführt wurde, die sportlichsten Modelle der Seat-Produktion. Vom Cupra (Typ 6K) gab es ein Sondermodell Competition
Rallye Cup, eine Kleinserie von 30 Stück, die zum Zwecke der Austragung des Seat Ibiza Rallye Cup gebaut wurden (Seat/Sport Erwin Weber GmbH ). Aktuell sind nur vom Seat Leon und Seat Ibiza Cupra-Modelle erhältlich, im GP 01 gab es auch einen Cordoba Cupra, von dem jedoch nur geringe Stückzahlen produziert wurden. Sie zeichnen sich durch aggressiveres Styling, stärkere Motoren und sportlich-komfortable Ausstattung aus. Die serienmäßige Ausstattung der Cupra-Modelle übertrifft die der FR-Varianten. Die stärksten verfügbaren Motoren für den Seat Ibiza Cupra leisten 118 kW/160 PS (Diesel) und 132 kW/180 PS (Ottomotor).

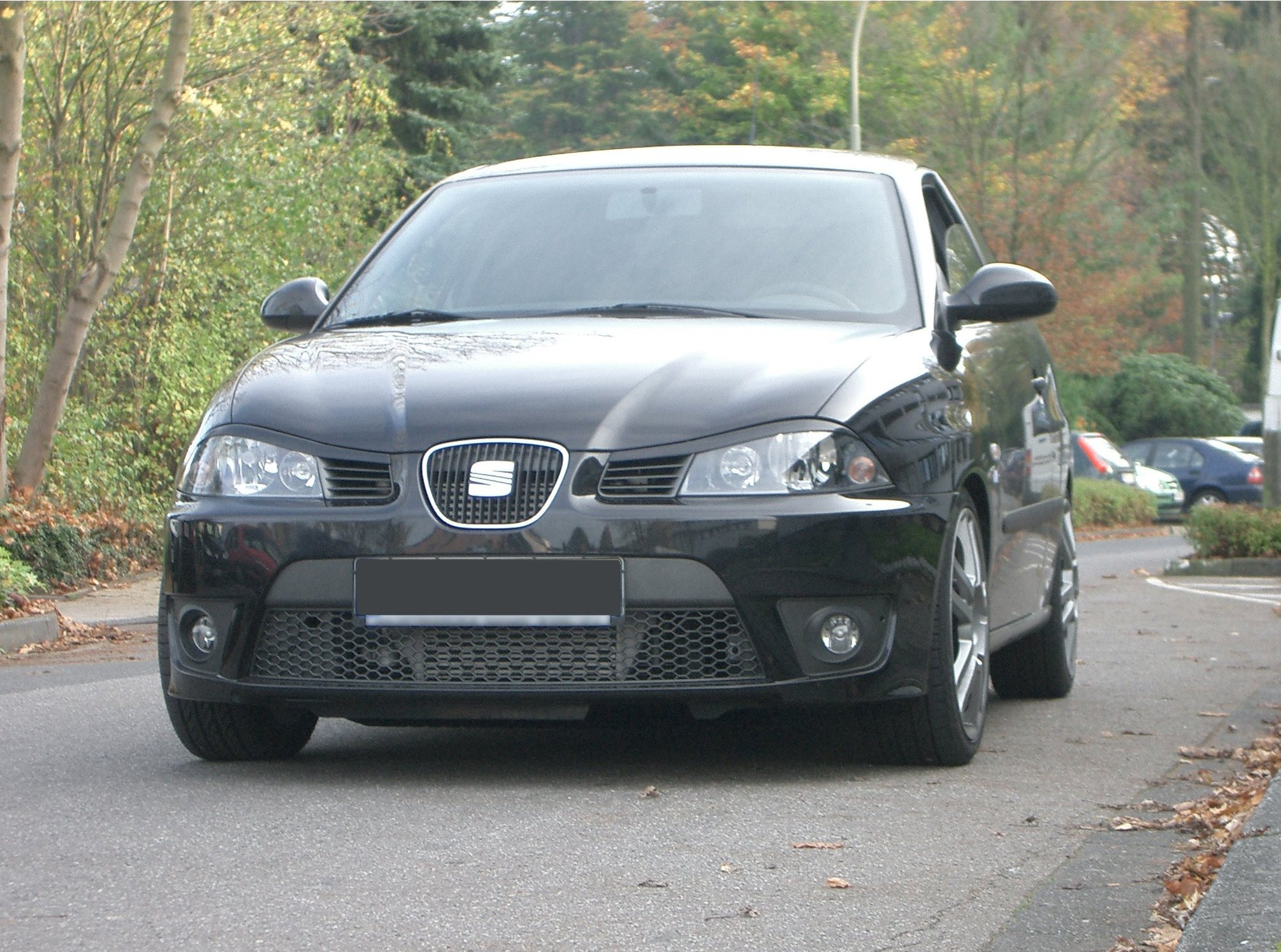
Seat Ibiza Cupra
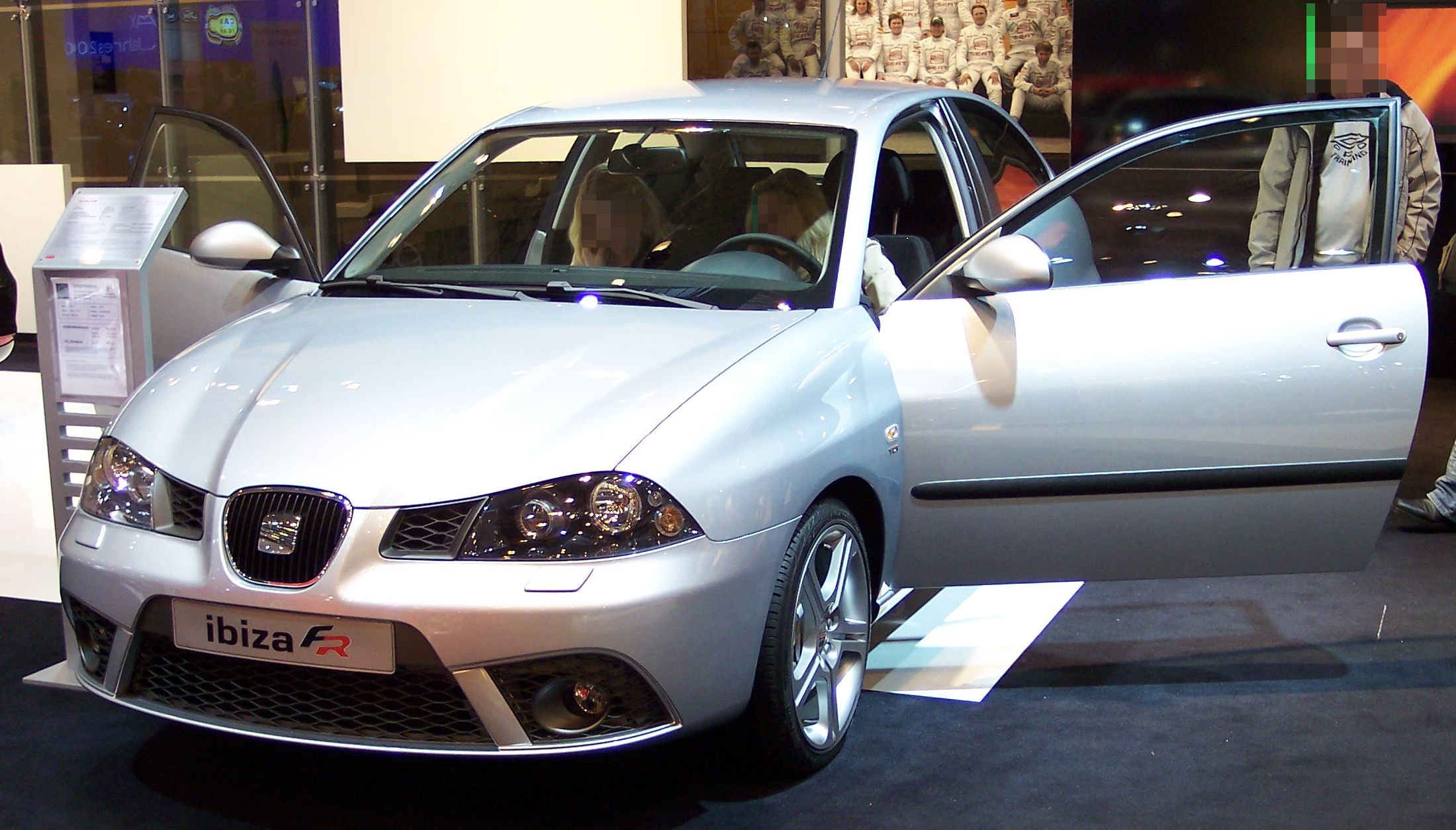
Seat Ibiza FR

## Serienausstattung
- Antiblockiersystem mit elektronischer Bremskraftverteilung und Bremsassistent
- Airbag (Fahrer- und Beifahrerseite)
- Seitenairbag für Fahrer und Beifahrer
- Elektronische Wegfahrsperre
- Servolenkung (elektrohydraulisch, geschwindigkeitsabhängig geregelt)

## Motoren

### Ottomotoren
| Modell        | Hubraum  | Motortyp | Ventile | Max. Leistung bei min−1 | Max. Drehmoment bei min−1 | Verbrauch laut Hersteller | Motorkenn- buchstaben | Vmax         | Bauzeit         |
| ------------- | -------- | -------- | ------- | ----------------------- | ------------------------- | ------------------------- | --------------------- | ------------ | --------------- |
| Dreizylinder  |          |          |         |                         |                           |                           |                       |              |                 |
| 1.2 1         | 1198 cm³ | OHC      | 6       | 40 kW (54 PS)/ 4750     | 106 Nm / 3000             | –                         | AWY / BMD             | 155 km/h     | 02/2002–05/2007 |
| 1.2           | 1198 cm³ | OHC      | 6       | 44 kW (60 PS)/ 5200     | 108 Nm / 3000             | 5,9 Liter Super           | BBM                   | 159 km/h     | 06/2007–03/2008 |
| 1.2           | 1198 cm³ | DOHC     | 12      | 47 kW (64 PS)/ 5400     | 112 Nm / 3000             | 5,9 Liter Super           | AZQ / BME             | 166 km/h     | 02/2002–05/2006 |
| 1.2           | 1198 cm³ | DOHC     | 12      | 51 kW (69 PS)/ 5400     | 112 Nm / 3000             | 6,4 Liter Super           | BZG / BXV             | 170 km/h     | 06/2006–03/2008 |
| Vierzylinder  |          |          |         |                         |                           |                           |                       |              |                 |
| 1.4           | 1390 cm³ | DOHC     | 16      | 55 kW (75 PS)/ 5000     | 126 Nm / 3800             | 6,5 Liter Super           | BBY / BKY             | 169–190 km/h | 02/2002–05/2006 |
| 1.4           | 1390 cm³ | DOHC     | 16      | 63 kW (86 PS)/ 5000     | 132 Nm / 3800             | 6,5 Liter Super           | BXW                   | 180 km/h     | 06/2006–03/2008 |
| 1.4           | 1390 cm³ | DOHC     | 16      | 74 kW (101 PS)/ 6000    | 126 Nm / 4400             | 6,6 Liter Super           | AUB / BBZ             | 190 km/h     | 02/2002–05/2006 |
| 1.6 1         | 1598 cm³ | OHC      | 8       | 74 kW (101 PS)/ 5500    | 140 Nm / 3250             | –                         | BAH                   | 187 km/h     | 02/2003–03/2008 |
| 1.6 16V       | 1598 cm³ | DOHC     | 16      | 77 kW (105 PS)/ 5600    | 153 Nm / 3800             | 6,7 Liter Super           | BTS                   | 193 km/h     | 06/2006–03/2008 |
| 1.8 T (FR)    | 1781 cm³ | DOHC     | 20      | 110 kW (150 PS)/ 5800   | 220 Nm / 1950             | 7,3 Liter Super           | BKV, BJX              | 216 km/h     | 01/2004–03/2008 |
| 1.8 T (Cupra) | 1781 cm³ | DOHC     | 20      | 132 kW (180 PS)/ 5800   | 245 Nm / 2000             | 7,9 Liter Super           | BBU                   | 230 km/h     | 01/2004–05/2007 |
| 2.0 1         | 1984 cm³ | OHC      | 8       | 85 kW (115 PS)/ 5400    | 170 Nm / 2400             | –                         | AZL / BBX             | 200 km/h     | 04/2002–05/2004 |

### Dieselmotoren
| Modell             | Hubraum  | Motortyp | Ventile | Max. Leistung bei min−1 | Max. Drehmoment bei min−1 | Verbrauch laut Hersteller | Motorkenn- buchstaben | Vmax                           | Bauzeit                                      |
| ------------------ | -------- | -------- | ------- | ----------------------- | ------------------------- | ------------------------- | --------------------- | ------------------------------ | -------------------------------------------- |
| Dreizylinder       |          |          |         |                         |                           |                           |                       |                                |                                              |
| 1.4 TDI            | 1422 cm³ | OHC      | 6       | 51 kW (70 PS)/ 4000     | 155 Nm / 1600–2800        | 4,3 Liter Diesel          | BNM                   | 166 km/h                       | 05/2005–03/2008                              |
| 1.4 TDI            | 1422 cm³ | OHC      | 6       | 55 kW (75 PS)/ 4000     | 195 Nm / 2200             | 4,5 Liter Diesel          | AMF / BAY             | 172 km/h                       | 05/2003–04/2005                              |
| 1.4 TDI            | 1422 cm³ | OHC      | 6       | 59 kW (80 PS)/ 4000     | 195 Nm / 2200             | 4,6 Liter Diesel          | BNV / BMS             | 176 km/h                       | 05/2005–05/2007                              |
| Vierzylinder       |          |          |         |                         |                           |                           |                       |                                |                                              |
| 1.9 SDI            | 1896 cm³ | OHC      | 8       | 47 kW (64 PS)/ 4000     | 125 Nm / 1600–2800        | 4,8 Liter Diesel          | ASY                   | 162 km/h                       | 02/2002–05/2006                              |
| 1.9 TDI            | 1896 cm³ | OHC      | 8       | 74 kW (101 PS)/ 4000    | 240 Nm / 1800–2400        | 4,9 Liter Diesel          | ATD / AXR / BMT       | 190 km/h                       | 02/2002–03/2008                              |
| 1.9 TDI (Sport/FR) | 1896 cm³ | OHC      | 8       | 96 kW (130 PS)/ 4000    | 310 Nm / 1900             | 5,2 Liter Diesel          | ASZ / BLT             | 206 km/h (Sport) 208 km/h (FR) | 02/2002–12/2003 (Sport) 01/2004–03/2008 (FR) |
| 1.9 TDI (Cupra)    | 1896 cm³ | OHC      | 8       | 118 kW (160 PS)/ 3750   | 330 Nm / 1900             | 5,5 Liter Diesel          | BPX / BUK             | 220 km/h                       | 03/2004–05/2007                              |

## Produktionszahlen IBIZA
Gesamtproduktion Ibiza III mehr als 1.100.000 Fahrzeuge
| Jahr  | 2002                | 2003    | 2004    | 2005    | 2006    | 2007    | 2008               |
| ----- | ------------------- | ------- | ------- | ------- | ------- | ------- | ------------------ |
| IBIZA | 197.311 ca. 164.000 | 220.497 | 183.754 | 168.645 | 238.163 | 172.206 | 192.470 ca. 48.000 |